# Régens
Régens (a latin regens = uralkodó szóból) az a személy, aki a törvényes uralkodó helyett uralkodik. Erre akkor kerül sor, ha a törvény szerinti uralkodó kiskorú, beteg, értelmi fogyatékos vagy hosszabb ideig távol van, illetve interregnum idején. Ha az uralkodói feladatokat nem egy személyre hanem egy testületre ruházzák, akkor régenstanácsról beszélünk. A magyar történelemben ezt a feladatot a kormányzó látta el.
A régensherceg megnevezés a régens szinonimája, általában akkor használták, amikor a régensséget az uralkodónak öröklési rendben legközelebbi felnőtt férfirokona látta el.
San Marino köztársaságban az együttes állam- és kormányfői tisztet két régenskapitány látja el.

## Híres régensek
- Meritneith egyiptomi királyné, valószínűleg fia, Den helyett
- Ahmesz-Nofertari egyiptomi királyné, fia, I. Amenhotep helyett
- Hatsepszut egyiptomi királyné, unokaöccse, III. Thotmesz helyett; később magához ragadta a hatalmat, és fáraóként uralkodott
- Tauszert egyiptomi királyné, mostohafia, Sziptah helyett, akinek halála után fáraóként uralkodott
- William Longchamp, Anglia, több ízben 1189–1199 között, amíg Oroszlánszívű Richárd a Szentföldön, fogságban illetve Franciaországban volt
- II. András, Magyarország, 1204–1205 között, a gyermek III. László helyett
- Hunyadi János, Magyarország, 1446-tól, a kiskorú V. László helyett
- Habsburg Mária magyar királyné (1505–1558), Spanyol-Németalföld kormányzója bátyjának, V. Károly német-római császárnak megbízásából
- Medici Mária, Franciaország, 1610–1614 között, kiskorú fia, a későbbi XIII. Lajos helyett
- Ausztriai Anna (1601–1666), Franciaország, 1643–1651 között, kiskorú fia, XIV. Lajos helyett
- Köszem szultána, Oszmán Birodalom, 1621–1632 valamint 1648–1651 között, fia IV. Murád majd unokája IV. Mehmed helyett
- Natalja Kirillovna orosz cárné, Oroszország, 1682, fia I. (Nagy) Péter helyett
- IV. György, Nagy-Britannia, 1811–1820, apja, III. György betegsége miatt
- Vilmos Frigyes Lajos porosz királyi herceg (a későbbi I. Vilmos császár), 1858–1861, bátyja, IV. Frigyes Vilmos helyett, akinek egy 1857-ben bekövetkezett agyvérzés megzavarta elméjét.
- Luitpold bajor királyi herceg, Bajorország, 1866–1912, két uralkodásra alkalmatlan unokaöccse (II. Lajos és Ottó) helyett
- III. Richárd, Anglia, 1483, kiskorú unokaöccse, V. Edward helyett
- John Dudley, Northumberland hercege, Anglia, 1550–1553, a kiskorú VI. Edward helyett (hivatalos cím nélkül, de facto a VIII. Henrik által kinevezett 16 tagú régenstanács felhatalmazásával)
- Horthy Miklós, a Magyar Királyság kormányzója, 1920–1944, az 1921. évi trónfosztási törvényig IV. Károly magyar király, mint 1916-ban megkoronázott törvényes uralkodó helyetteseként jár el, de ezt követően is megtartja kormányzói megnevezését (az államforma nem változik, királyválasztásra a korszakban nem kerül sor)
- Károly belga herceg, Belgium, 1944–1950, bátyja, III. Lipót helyett